# María de los Ángeles Salazar Saavedra
María de los Ángeles Salazar Saavedra, más conocida como "La Kaita" o "La Caíta", es una cantaora gitana. Nació en Badajoz en 1960 y pertenece a la familia gitana de los Porrina de Badajoz. Canta desde que era una niña, destacando especialmente en los jaleos y tangos extremeños.

## Carrera artística
Su vida artística se ha desarrollado en Extremadura salvo esporádicas salidas a otras regiones o al extranjero. Ha colaborado como vocalista con el grupo Pata Negra y también con la familia Montoya, en algunas ocasiones. Su voz desgarrada y su arrolladora personalidad hacen que su cante sea apasionado y esté cargado de sentimiento. Es una excelente intérprete de los estilos extremeños -jaleos y tangos- a los que imprime un frenético compás y una queja sobrenatural.
Sus influencias del Porrina de Badajoz están presentes en la grabación que se le hizo en Testimonios Flamenco, en el CD 17 hace unos tangos extremeños. Estos son unos tangos que el de Badajoz puso en boga a partir de los años 50, muy característicos, con una cadencia y melodía peculiares. En los últimos años La Kaita actúa en la sala García Lorca de la Fundación Casa Patas, imprimiendo como siempre su propio sello, en una queja continua permanente de interpretación angustiosa, con una personalidad arrebatadora desde el primer momento que inicia el cante, llenando con su sola presencia cualquier escenario.

## Filmografía
Aunque no es actriz, ha participado en algunas producciones cinematográficas:
- Vengo, de Tony Gatlif (2000) 2000: Premios César: Mejor Banda Sonora
- Latcho Drom, película documental de Tony Gatlif (1993). En ella aparece junto con la familia Amaya

## Premios
- I Certamen Marochandé Archivado el 21 de mayo de 2018 en Wayback Machine. 'Ciudad de la Música' - Categoría Tangos y Jaleos